# Теория коммунистического заговора евреев

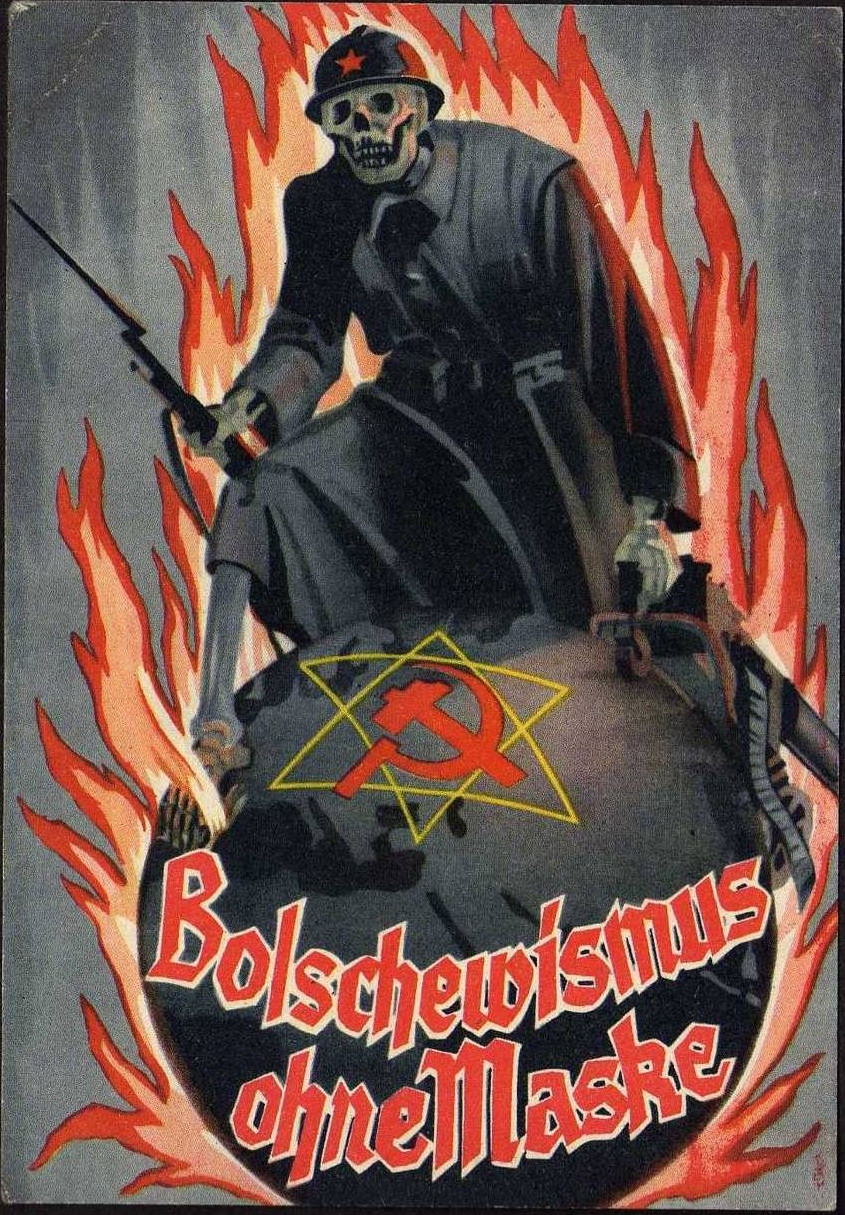
«Большевизм без маски». Антибольшевистская нацистская открытка 1937 года

Тео́рия коммунисти́ческого за́говора евре́ев, или «жидобольшеви́зм» (англ. «Jewish Bolshevism», нем. «Jüdischer Bolschewismus») — теория заговора, подчёркивающая еврейскую составляющую коммунистического движения; состоит из ряда идей схожей направленности, используемых как для возбуждения межнациональной вражды и нетерпимости, так и для борьбы с коммунистическими, социалистическими и социал-демократическими движениями. В ряде подобных концепций утверждается, что идеи коммунизма и социализма служат прикрытием для осуществления евреями заговора с целью подчинить мир своей власти. В России, некоторых странах Восточной Европы, а также в нацистской Германии антикоммунизм привел к массовым убийствам евреев. В России, на Украине и в Польше неприязнь к коммунистам зачастую была неразрывно связана с антисемитизмом.
Авторы и сторонники подобных теорий в качестве обоснования, в частности, выдвигают утверждение, что значительная часть теоретиков марксизма, а также лидеров российского большевизма и коммунистических партий в разных странах были по происхождению евреями. Представления о коммунистическом заговоре часто сочетались с теорией жидомасонского заговора.
Одним из основополагающих постулатов теории коммунистического заговора евреев является тезис о непропорционально большом количестве евреев в коммунистических партиях Советской России, Советского Союза, США и других стран по отношению к доле евреев в составе населения этих стран.

## Предпосылки возникновения
В Российской империи евреи были ограничены во многих гражданских правах, в частности, подвергались сегрегации по национально-религиозному признаку (см. Черта оседлости) и ограничивались квотами (см. Процентная норма). Иудеи, составлявшие на начало XX века 3—4 % населения империи, фактически никак не были представлены в офицерском корпусе, так как им практически не присваивались офицерские чины. Вместе с тем с 1827 по 1856 гг евреи призывались в рекруты в 12 лет (см. Кантонисты) (христиане — в 18 лет) с квотой десять рекрутов на тысячу мужчин (для христиан — семь на тысячу).
В марте 1881 года, после убийства императора Александра II, одним из первых сформулировал мысль об инородческом характере революционного движения в России историк Дмитрий Иловайский, писавший в столичной газете «Петербургские ведомости», что русские («великорусские») революционеры-террористы «суть именно те грубые, бессмысленные орудия», «панургово стадо», по его словам, ведомое революционно настроенными поляками, евреями и «украйнофилами». Историк и директор Международного исследовательского центра российского и восточноевропейского еврейства Олег Будницкий отмечал, что, «если убеждённый юдофоб Иловайский <…> отводил евреям „всего лишь“ второе место среди губителей России, значит они действительно ещё не играли в освободительном движении решающей роли».
По подсчётам Э. Хаберера (англ. E. Haberer) доля евреев, участвовавших в народническом движении, составляла всего лишь 4—5 % от общего числа революционеров в 1871—1873 годах (вывод сделан по проценту евреев, привлечённых к дознанию по политическим делам в этот период). К концу 1880-х годов доля евреев среди революционеров составляла уже 35—40 % — по словам Хаберера, евреи стали «критической массой в русском революционном движении». По данным современных исследований численность евреев в революционных партиях колебалась от 15 % до трети. При этом численность евреев-революционеров составляла ничтожную долю еврейского населения России. Будницкий пишет, что в сознании обывателей роль евреев в революции была намного большей, чем в реальности.
В царской России пореформенного периода происходили массовые еврейские погромы, зачастую инициированные властями. Причиной антиеврейской политики царской власти было мнение о причастности евреев к революционному движению. Так, министр внутренних дел В. К. Плеве не скрывал своего враждебного отношения к евреям, считая их «революционным ферментом». Плеве Утверждал, что 40 % революционеров были евреями. Это мнение разделял и Николай II, высказывая его в частной переписке.

## Революция в России и антисемитизм
Октябрьская революция 1917 года в России произвела на антисемитов большое впечатление, результатом которого стало отождествление евреев с большевиками и вообще с левыми. Возникла идея о заговоре евреев с целью совершения революций, что отразилось в таких антисемитских книгах как «Спор о Сионе» Дугласа Рида, «Международное еврейство» Генри Форда, «Моя борьба» Адольфа Гитлера и др. Тогда же была вновь озвучена известная фальшивка «Протоколы сионских мудрецов». Популяризация подобных идей среди западной элиты в 1920-х—1930-х годах способствовала приходу Гитлера к власти и росту антисемитизма.
Среди участников белого движения было широко распространено мнение о связи евреев с большевиками, перешедшее из дореволюционной жизни (см. выше). Так, прокламация армии Колчака призывала русский народ «гнать… вон из России жидовскую комиссарскую сволочь, которая разорила Россию». Таким образом преследования коммунистов со стороны «белых» зачастую принимали форму еврейских погромов. В качестве причины антисемитизма называлась высокая доля евреев среди руководства большевиков и сотрудников ВЧК.
Антисемитизм Белого движения во многом объясняет и «энергичное участие евреев в Гражданской войне против всех врагов революции».
Раздувание антисемитизма нацистами имеет самое непосредственное отношение к России. В ходе Гражданской войны многие обрусевшие немцы предпочли уехать в Германию, принеся с собой популярные антисемитские клише того времени. Наглядным примером является один из крупнейших идеологов нацизма Альфред Розенберг, остзейский (прибалтийский) немец из Ревеля (Таллина), некоторое время живший в Москве. Именно он познакомил Гитлера с печально известными «Протоколами сионских мудрецов».
Согласно Полу Джонсону, процент евреев на большевистских съездах (официальные протоколы партийных съездов содержали также статистические данные по возрастному, социальному, национальному и образовательному составу делегатов) доходил до 15—20 %; абсолютное большинство коммунистов были русскими. Однако в последующих «трудах» белоэмигрантов, в частности, Андрея Дикого, указанная цифра путём подтасовок и махинаций была искусственно преувеличена (завышена) в несколько раз.
При этом, однако, сторонники отождествления большевиков с евреями игнорировали травлю в СССР большевиками и коммунистами еврейской культуры, сионизма, иудаизма, что в конечном итоге дало основание обвинять советский строй в антисемитизме. Отношения Советского Союза к сионизму и Израилю было почти всё время враждебным (см. Антисионизм), за исключением периода основания Израиля в 1947—1949 годах; судя по всему, Сталин рассчитывал сделать эту страну своим союзником в разрушении Британской колониальной империи. Ричард Пайпс подчёркивает, что большевики еврейского происхождения на практике были в значительной степени обрусевшими. В мемуарах многих из них, в частности, Кагановича, сквозит неприкрытая неприязнь к традиционной культуре своего народа, в том числе к изучению языка иврит (преподавание которого в СССР запрещалось, как «реакционного», в противовес идишу, как «живому языку еврейского пролетариата»).
Зачастую также игнорируется представительство евреев в партиях, прямо противостоявших большевизму. Излюбленным предметом для издевательств Ленина в 1917 году был «Гоцлибердан» — это слово было составлено из фамилий эсеро-меньшевистских лидеров Гоца, Либера и Дана. В частности, Гоц в 1917 году возглавлял Комитет спасения Родины и революции, одним из первых попытавшийся организовать вооружённое сопротивление большевизму, умер в лагере в 1940 году. Либер М. И., отрицательно отнёсся к Октябрьской революции, неоднократно преследовался коммунистами и был расстрелян в 1937 году. Также неоднократно арестовывался Дан Ф. И., выслан из России в 1922 году.
Инициированные большевиками социальные преобразования также полностью ликвидировали традиционный еврейский образ жизни. Так, по разным оценкам, до двух третей евреев черты оседлости являлись ремесленниками и мелкими кустарями — занятия, целиком уничтоженные индустриализацией.

Образы «жидобольшевиков» в русской и украинской антибольшевистской пропаганде
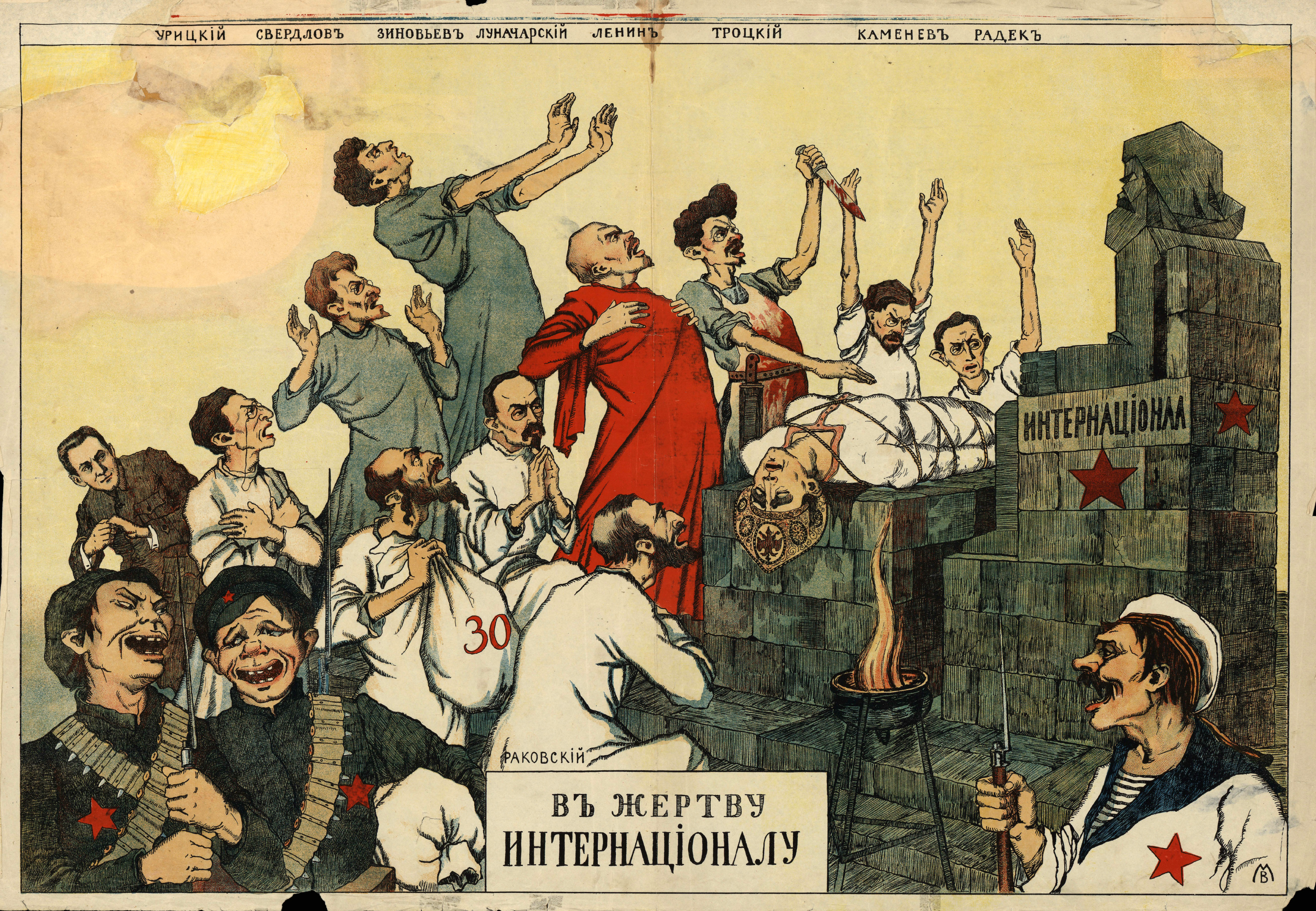
«В жертву Интернационалу» (1918), антибольшевистский плакат Белого движения, выпущенный во время Гражданской войны в России. Россия приносится в жертву большевиками (отсылка к антисемитской идее человеческих жертвоприношений у иудеев)
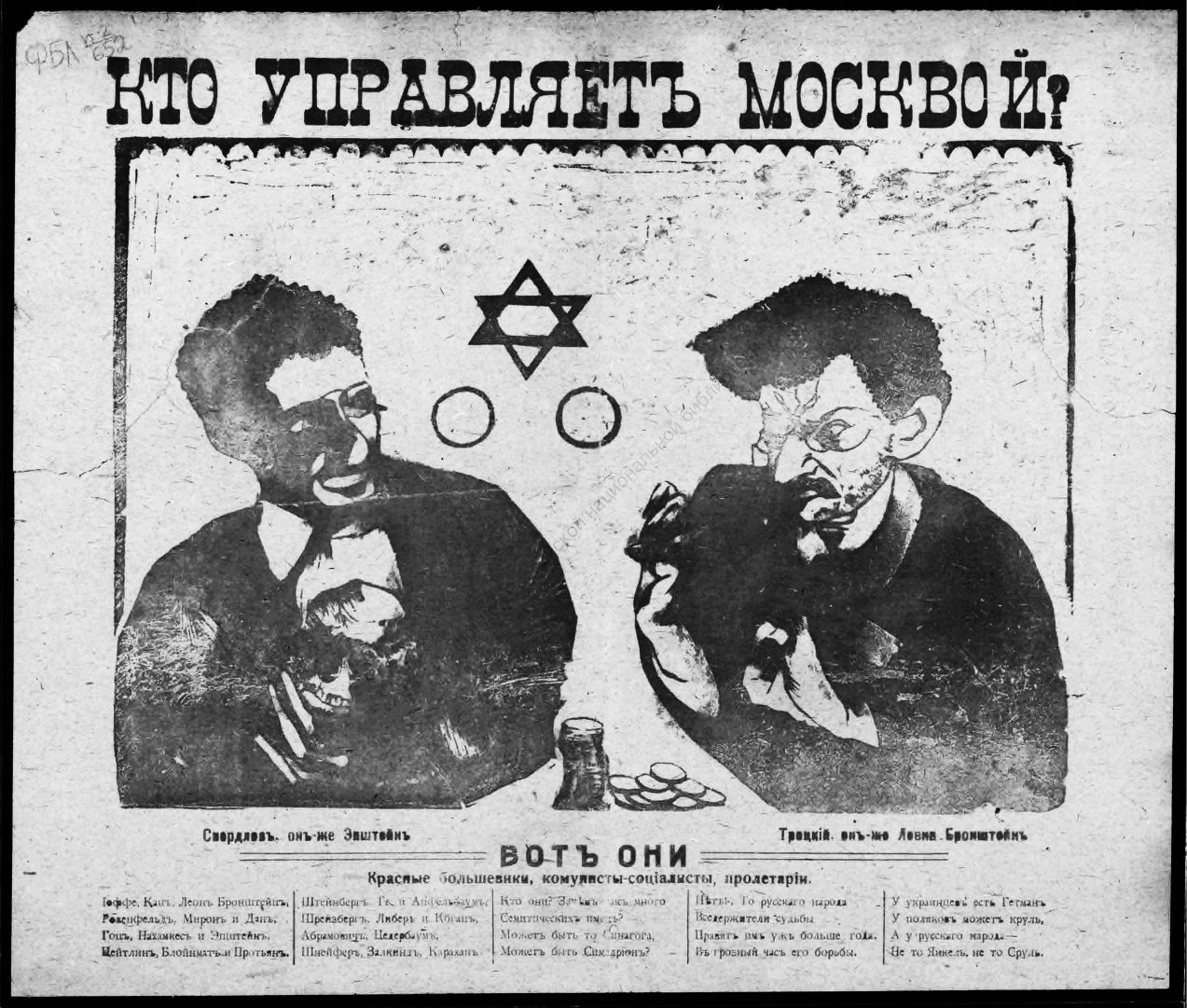
«Кто управляет Москвой? Вот они — красные большевики, коммунисты-социалисты, пролетарии» (1919). Плакат Белого движения, выпущенный во время Гражданской войны в России, представляющий большевиков и других «коммунистов-социалистов, пролетариев» стремящимися к господству евреями
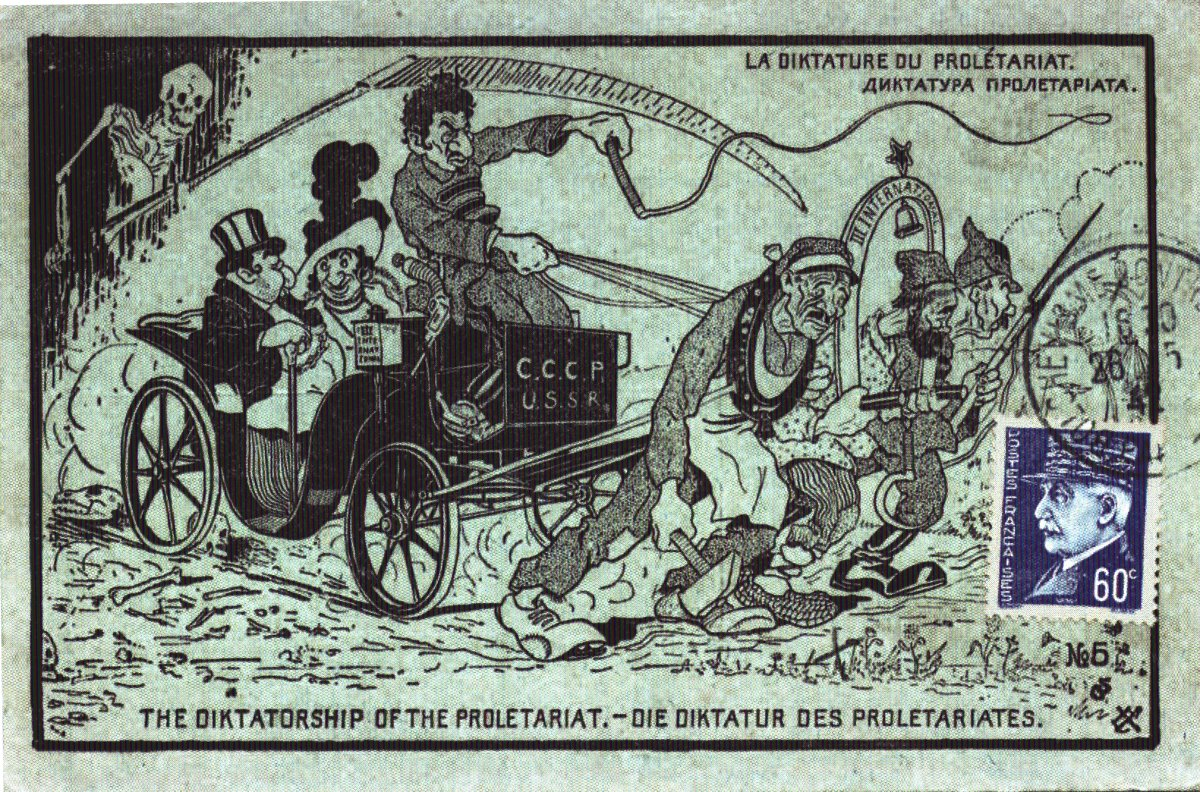
«Диктатура пролетариата». Открытка, оформленная в 1930-е годы организацией белогвардейцев и изданная в Париже в феврале 1942 года
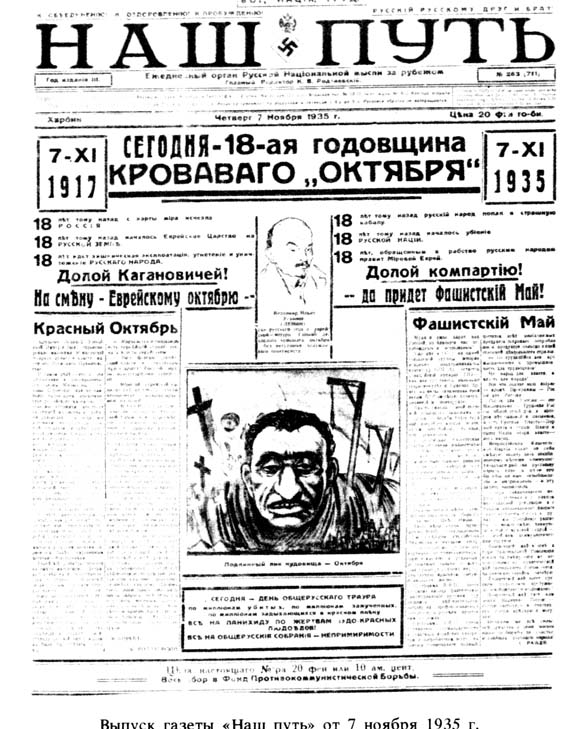
Газета Российской фашистской партии «Наш путь», 7 ноября 1935 года
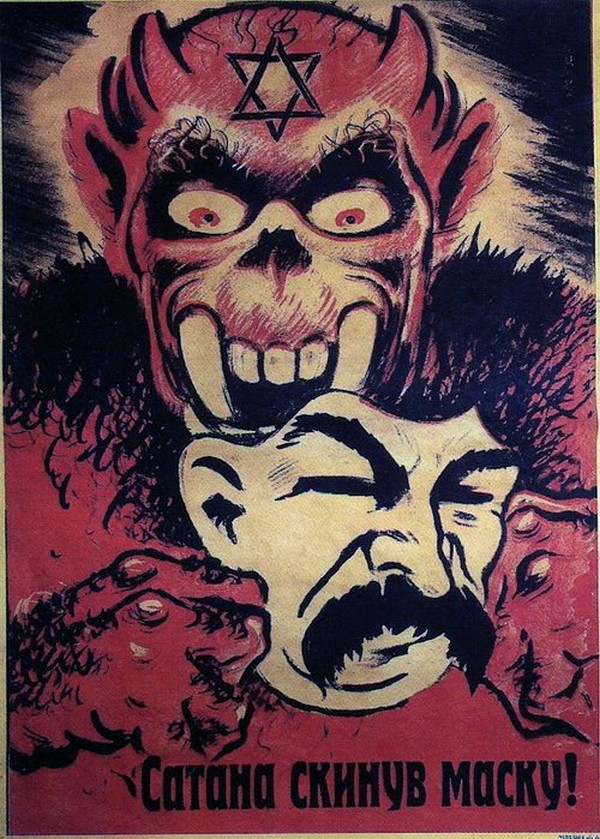
«Сатана снимает маску». Еврей-дьявол под маской Сталина. Плакат, выпущенный в Украине оккупационной администрацией в годы ВОВ

## США
Ограничительные антиеврейские меры в период царствования Александра III и прокатившаяся по России волна погромов вызвали массовый исход еврейского населения из страны, в первую очередь в США. В период 1881—1914 в эту страну прибыло из Российской империи до 2—2,5 млн евреев, вместе с восточноевропейскими евреями — до 3—3,5 млн чел. До этого еврейское население в США практически отсутствовало (до 250 тыс. чел., см. Американцы еврейского происхождения).
В 1890-х годах в Москву из США приехала комиссия, обследовавшая причины столь массовой миграции. Этой комиссии пришлось воочию наблюдать красочные картины депортации из Москвы еврейских ремесленников в 1891 году; большинство из них отправлялись прямо в порты Германии, и оттуда в США.
Основатель сионизма Герцль, цитируя свою беседу с российским министром финансов Витте, приписывает ему такую фразу: «…евреев и так поощряют эмигрировать. Пинком в зад, например». С этим заявлением перекликаются также и слова министра внутренних дел Игнатьева, ответившего на жалобы на черту оседлости словами, что, если для евреев закрыта «восточная граница», то «западная граница» открыта.
Сенатская Комиссия Овермэна (США, 1919) приняла, в том числе, антисемитский характер. Клише о якобы еврейском характере большевизма было на слушаниях довольно общим местом. В то же время, подчёркивалось, что большевики еврейского происхождения преследуют в том числе и капиталистов-евреев, и сами представлены «отступниками, оставившими веру своих отцов».
Свидетели сообщали комиссии совершенно фантастические сведения, в частности о проведённой анархистами «национализации женщин» (судя по всему, члены комиссии не видели особой разницы между большевиками и анархистами). Красная Армия описывалась, как имевшая ядро из немцев, латышей и китайцев, большой упор делался на описания всевозможных грабежей, изнасилований и зверств. Впрочем, в условиях Америки, никогда не имевшей прочных традиций национальных или религиозных преследований, Комиссия приняла совершенно отчётливый антииммигрантский оттенок. Одним из последствий её работы стало введение в 1921 году ограничения иммиграции в США путём установления квот. Результатом стало очень резкое сокращение еврейской и итальянской иммиграции.
Работа комиссии Овермэна проходила в атмосфере охватившего США массового антикоммунистического психоза, «первой красной угрозы» (First Red Scare) 1917—1920 годов, подстёгиваемой также деятельностью левого профсоюза Индустриальные рабочие мира. 21 декабря 1919 года в РСФСР был депортирован целый ряд радикалов, в том числе анархистка Эмма Голдман, Этель Берштейн и Александр Беркман.

## Венгрия
Межвоенный период
Антикоммунисты в Венгрии обвиняли евреев в организации коммунистического восстания 1919 года. После падения советской республики адвокат Оскар Шоллоси опубликовал получившую широкую известность статью «Преступники диктатуры пролетариата», в которой он назвал еврейских красных «окровавленными рыцарями ненависти» и главной движущей силой коммунизма.

## В Польше
Во время советско-польской войны, когда, по мнению противников советской власти, большевиков поддерживало непропорционально большое количество евреев, в Польше имел хождение термин «жидокоммуна». В межвоенные годы термин употреблялся право-националистическими силами для дискредитации, с одной стороны, левых (не только коммунистов) как евреев, а с другой евреев — как коммунистов. Термин также употреблялся в послевоенные годы по отношению к режиму «Народной» Польши и к Министерству общественной безопасности (1945—1954), в котором, согласно распространённым в обществе представлениям, состояло большое число евреев.
Впервые теорию о том, что еврейский заговор угрожает польскому государству высказал польский историк и общественный деятель Юлиан Урсын-Немцевич в своей брошюре «Rok 3333 czyli sen niesłychany», которая была написана в 1817 году и посмертно опубликована в 1858 году.
В конце XIX века польский националистический деятель Роман Дмовский, призывая изгнать евреев, характеризовал их как агентов враждебного заговора против Польши. Историк Энтони Полонски считает, что «в период до Первой мировой войны польские национал-демократы, пытаясь объяснить трудное социально-политическое положение в Польше, распространили в стране новый и опасный идеологический фанатизм, который делил польское общество на друзей и врагов и постоянное прибегал к заговорщическим идеям еврео-масонства и еврео-коммунизма».
После Октябрьской революции термин «жидокоммуна» употреблялся среди правых польских партий по отношению к левым политическим движениям. Став антисемитским термином, термин широко распространился среди польского населения и был в дальнейшем спроецирован польской пропагандой на большевистскую Россию и Красную армию во время Советско-польской войны. С этого времени термин «жидокоммуна» стал элементом политической пропаганды, утверждающей, что коммунистические идеи являются средством будущего еврейского завоевания Польши, целью которого было бы образование Иудеополонии.
Концепция «жидокоммуны» широко использовалась в риторике польских национал-демократов в период между двумя мировыми войнами. В 1930 году после выборов в Сейм оппозиционной партией стали национал-демократы, которые развернули агитационную работу против Юзефа Пилсудского, лояльно относившегося к национальным меньшинствам. Еврейский вопрос был одним из элементов политической борьбы национал-демократов против Пилсудского. Наряду с «жидокоммуной» национал-демократы стали использовать термин «Folksfront», обозначающий предполагаемый союз коммунистов и евреев.
После 1939 года, когда СССР вошёл в Западную Белоруссию и Западную Украину, местное население (среди которого было немало евреев) в Восточных Кресах приветствовало Красную Армию. В Восточных Кресах советская власть стала проводить деполонизацию — закрывались польские школы, были высланы в восточную часть СССР польские колонисты-осадники со своими семьями. Образ евреев, украинцев и белоруссов размахивающих красным знаменем, приветствовавших Советскую власть как освободительницу и сотрудничавших с нею, стал символическим для польской исторической памяти. Это укрепило среди поляков миф о союзе евреев и коммунистов, который продолжал существовать и во времена Второй мировой войны. В это время в Польше сложилась парадоксальная ситуация: можно было быть одновременно антисемитом и участником спасения евреев. Этот парадокс выразила в своём знаменитом воззвании польская писательница Зофья Коссак-Щуцкая, являвшаяся одним из создателей Совета помощи евреям и после войны признанная Праведником народов мира. Утверждая, что евреи являются «политическими, экономическими и идейными врагами Польши», она тем не менее категорически осудила проводимый по отношению к евреям геноцид, призвала поляков к протесту и заявила, что «тот, кто молчит перед фактом этих убийств, сам становится пособником убийц. Кто не осуждает — тот дозволяет».
В послевоенной Польше некоторые правительственные места занимали евреи. Хилари Минц был премьер-министром Польши с 1952 года. Его жена Юлия руководила Польским агентством печати. Якуб Берман был членом Политбюро Польской объединённой рабочей партии (ПОРП), ответственным за службу безопасности ПНР (Польский аналог НКВД), пропаганду и идеологию. В это время в общественном сознании поляков утвердилось мнение, что еврейский большевизм — жидокоммуна — захватила власть в Польше.
В 1968 году, когда к власти пришёл организатор антисемитской кампании Мечислав Мочар, термин «жидокоммуна» стал использоваться в польской пропаганде, которая обвиняла евреев как представителей всего плохого, что было в коммунизме.
В настоящее время термин «жидокоммуна» используется правыми польскими силами и националистами как термин всего плохого, что было в прошлой коммунистической Польше, и направлен против глобализации и европейской интеграции.

Образы «жидобольшевиков» в Польше
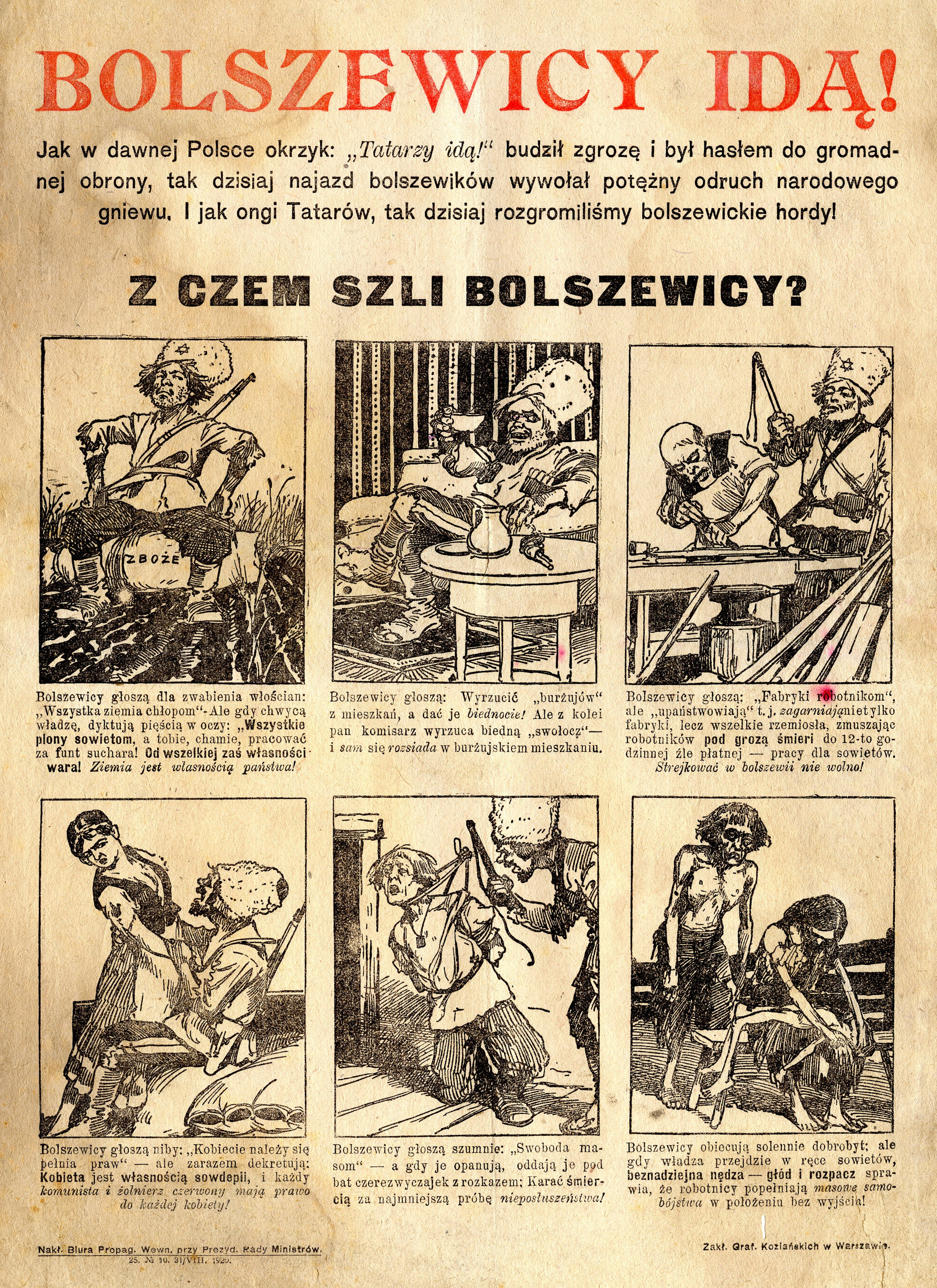
Польский агитационный антибольшевистский плакат, Бюро внутренней пропаганды, 1920 год. На шапках красноармейцев изображена звезда Давида
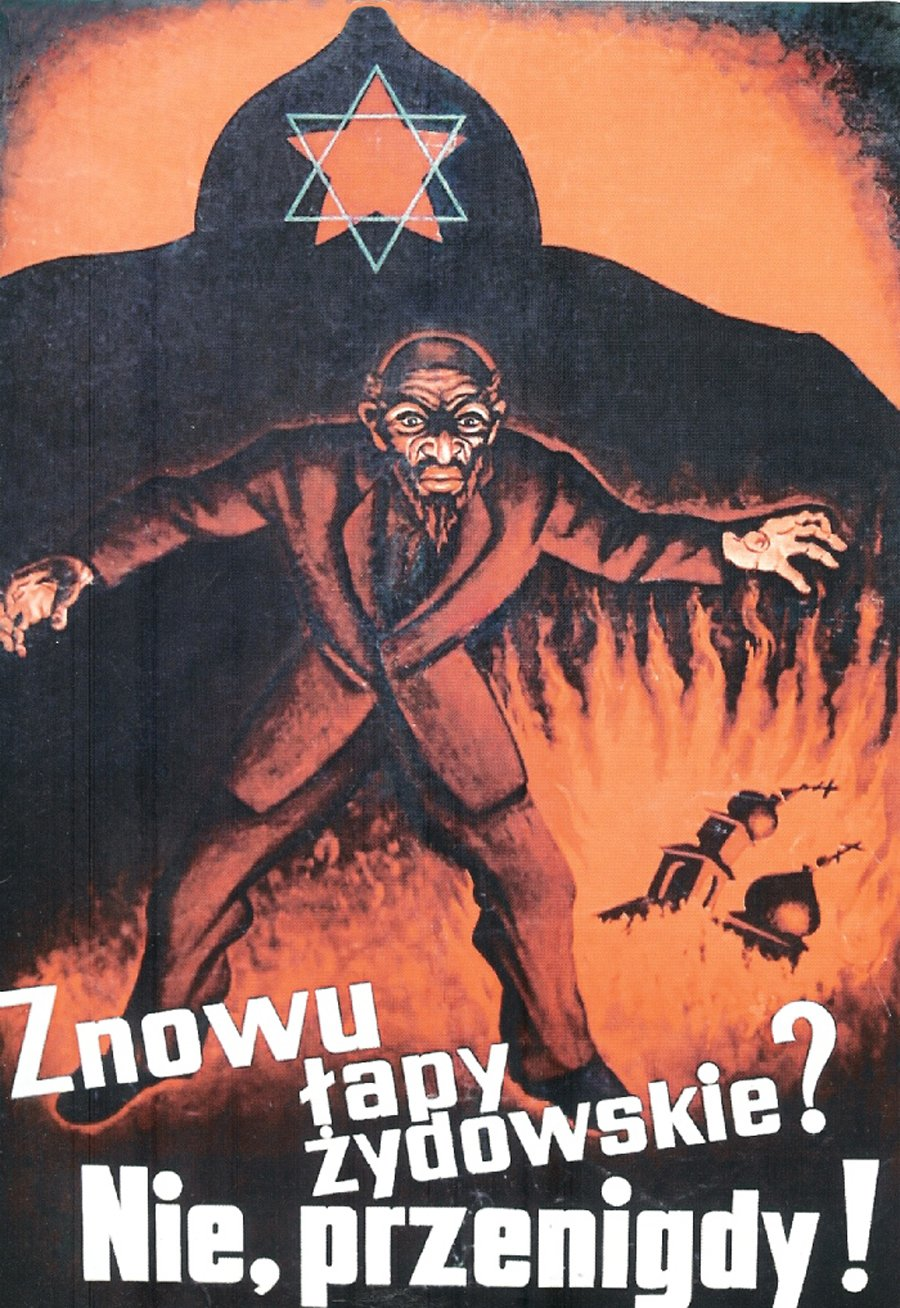
Польский агитационный плакат: «Снова еврейские лапы? Нет, никогда!», 1919
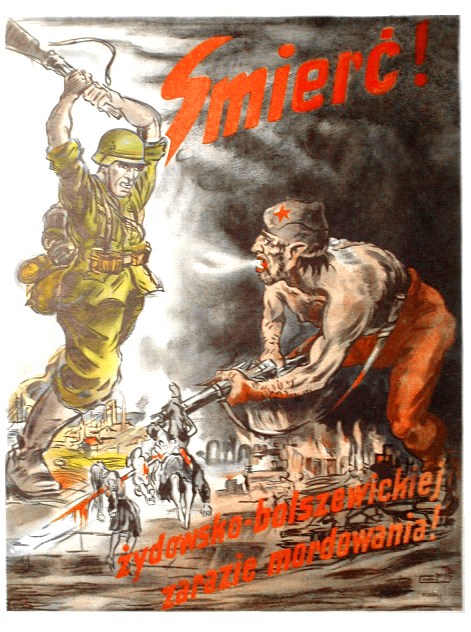
Немецкий пропагандистский плакат в Кракове в период немецкой оккупации
«Советская пирамида», 1944

### Историография
- польский социолог еврейского происхождения Ян Томаш Гросс в диспуте со своими противниками, поддерживающими мнение, что «жидокоммуна» является лишь историческим фактом, утверждает, что данный термин является антисемитским клише[26];
- американский историк, исследователь Холокоста Омер Бартов утверждает, что термин «жидокоммуна» сохранился в польском политическом лексиконе и является образом нелояльности евреев, поддержавших «советскую оккупацию»[27];
- историк Джоанна Михлик утверждает, что современная польская историография, применяя «этнонациональный исторический метод», использует термин «жидокоммуна» в качестве инструментария, с помощью которого пытается оправдать участие поляков в Холокосте[22][28].

## В нацистской пропаганде

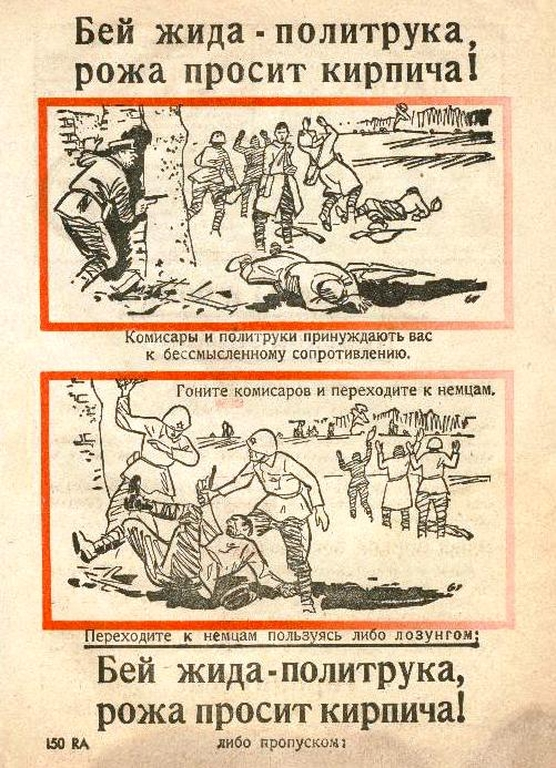
Нацистская листовка «Бей жида-политрука, рожа просит кирпича!»

Антикоммунизм был важной частью пропаганды Гитлера на протяжении всей его карьеры. Вскоре после того, как нацисты захватили власть в Германии, они репрессировали коммунистов. Первыми узниками первого нацистского концлагеря «Дахау» были коммунисты. При этом, Гитлер считал, что марксизм является «еврейской доктриной». Нацистская пропаганда представляла коммунизм как «иудео-большевизм», а нацистские лидеры считали коммунизм еврейским заговором, направленным против Германии. Для нацистов евреи и коммунисты стали взаимно заменяемыми. В частности, на митинге в Нюрнберге в сентябре 1937 года Гитлер назвал коммунизм мировым еврейским заговором, направляемым из Москвы, как «факт, подтвержденный неопровержимыми доказательствами».
Хотя нацистская пропаганда изначально обвиняла как евреев, так и коммунистов, срастание этих двух образов в единую концепцию «иудобольшевизма» происходило постепенно. В окончательном виде концепция была сформирована и изложена в программной речи Геббельса «Большевизм в теории и на практике» на съезде НСДАП в сентябре 1936 года.
В нацистских пропагандистских фильмах, таких, как «Ханс Вестмар — один из многих», образы коммунистических лидеров нередко имели еврейские черты.
С началом войны Третьего Рейха против Советского Союза нацисты прямо отождествляют евреев и «большевистских комиссаров». Получил известность немецкий пропагандистский плакат и листовка с лозунгом «Бей жида-политрука, рожа просит кирпича!».
3 марта 1941 года Гитлер заявил начальнику Генерального Штаба Альфреду Йодлю о необходимости уничтожения «еврейско-большевистской интеллигенции».
Во время оккупации Советского Союза нацисты в первую очередь уничтожали коммунистов вообще и комиссаров-коммунистов, в особенности, усматривая в них воплощение «еврейского большевизма» (на илл.). В то же время, по подсчётам историка Арно Дж. Майера, по состоянию на 1941 год евреи составляли только 8 % от политработников Красной Армии, и 4 % среди всех красноармейцев в целом.

Образы «жидобольшевиков» в немецкой пропаганде времён Второй мировой войны
Почтовая марка Великобритании (Георг V, 1935)  (Sc #226) и германская ложная марка с изображением носатого Сталина и надписью «Эта война — еврейская война» (1944)
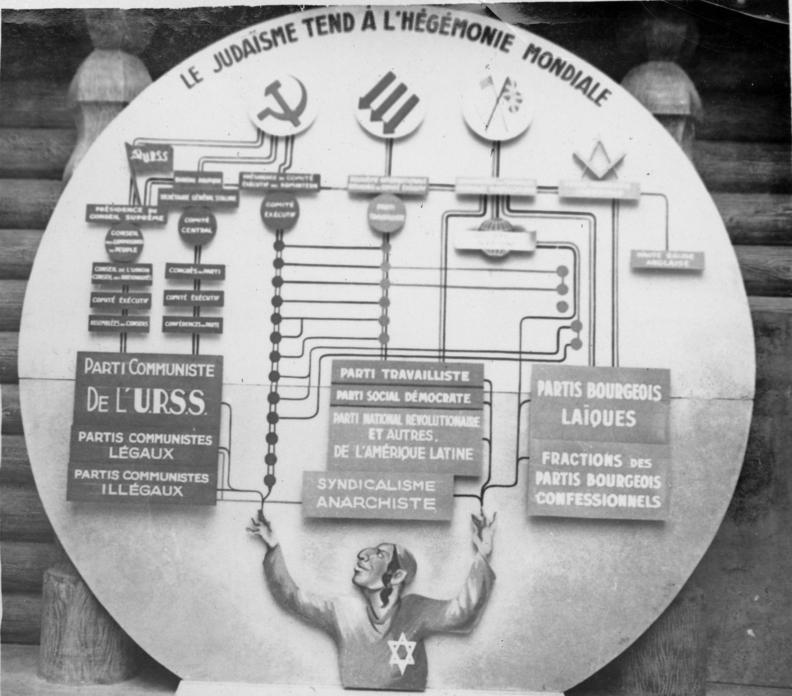
Схема на антибольшевистской выставке в оккупированном Париже. Фигура, изображающая «мировое еврейство», показана контролирующей ВКП(б) и другие коммунистические партии, наряду с анархистами, социал-демократами и буржуазными партиями. 1942.
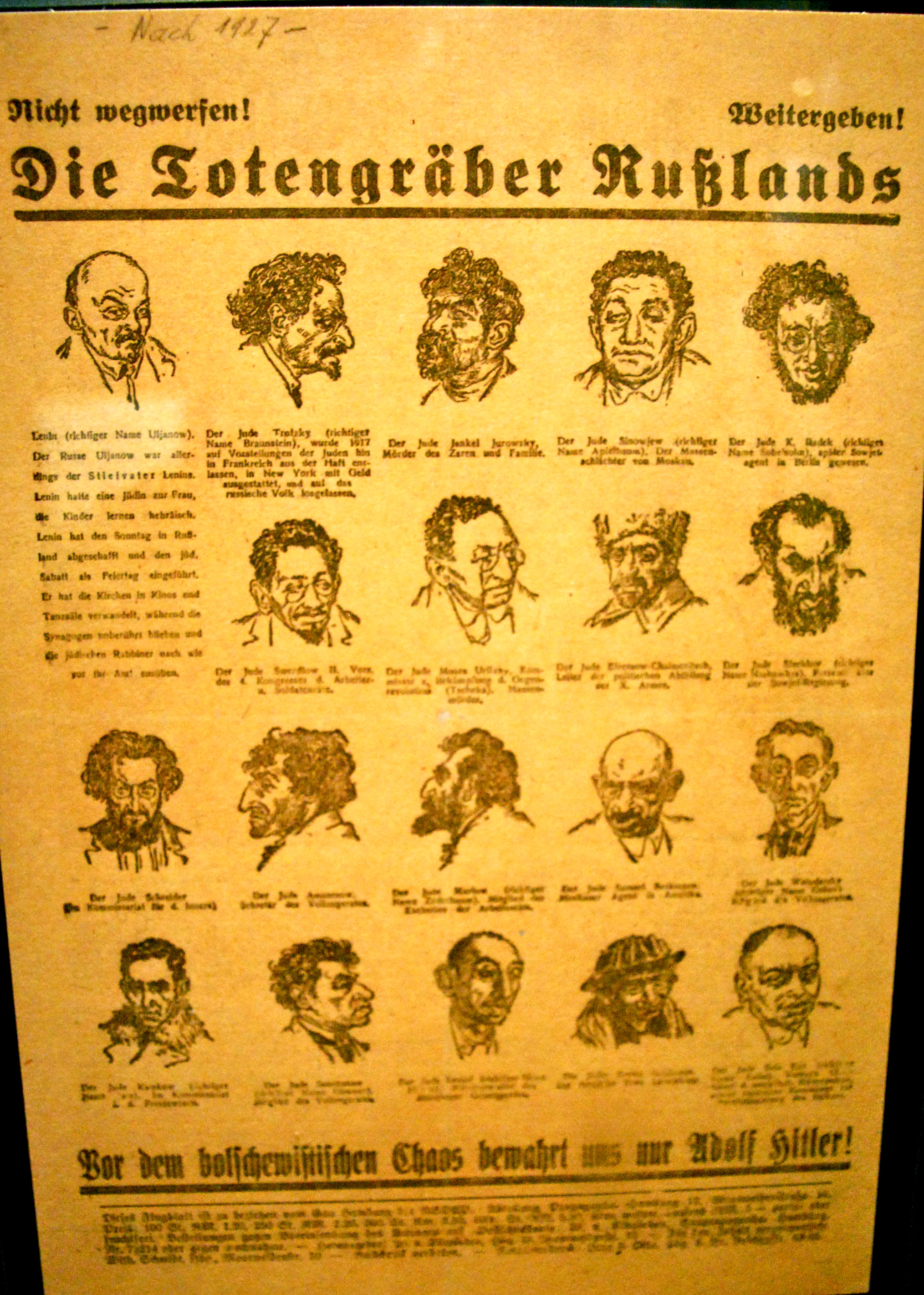
«Могильщики России» с изображением «жидобольшевиков»

Нацистская пропаганда подчёркивала, что коренные народы России, включая русских, превращены «еврейскими комиссарами» в крепостных, а «русские патриоты» подверглись безжалостным репрессиям. Некоторое распространение термин «жидобольшевизм» получил на Западной Украине в период Второй мировой войны, где праворадикальными националистическими организациями евреи обвинялись в сотрудничестве с советскими органами госбезопасности при арестах и казни националистов перед отступлением Советов из Львова.
По меньшей мере 22 тысяч членов Коммунистической партии Эстонии, а также предполагаемых коммунистов, советских военнопленных и эстонских евреев были убиты во время Холокоста в Эстонии. Эти убийства были направлены против коммунистов нацистами и их эстонскими пособниками, что оправдывалось нацистской теорией заговора «иудео-большевизма» и антисоветскими настроениями эстонских националистов. В последние годы левоцентристские европейские политики обвиняли современную Эстонию в прославлении этих преступлений.
Центральный старообрядческий совет Литвы 9 марта 1943 года выступил с воззванием, в котором призвал «оказать помощь немецкой армии в уничтожении жидовского коммунизма».

### Комментарии
1. ↑  Самый крупный погром произошел 4 апреля 1903 года в Кишиневе
2. ↑  По мнению американского историка Майкла Келлога, на развитие идеологии национал-социализма решающим образом повлияла организация русских эмигрантов в Берлине Aufbau Vereinigung[30]. Келлог утверждает, что именно члены организации передали Гитлеру идею тайного сговора между еврейскими банкирами и еврейскими лидерами большевизма, целью которого якобы было разрушение европейских монархий и мирового порядка в целом[31]
3. ↑  По данным исследований австрийского периода жизни Гитлера, последний не был антисемитом в эти годы. Идею о связи коммунистов и евреев Гитлеру привнесли члены тайной организации Aufbau Vereinigung из числа русских эмигрантов правого направления, в идеологии которых теория еврейского заговора занимала центральное место. Основатель Ауфбрау Макс Шойбнер-Рихтер впервые встретился с Гитлером в ноябре 1920 года. В это же время Шойбнер-Рихтер вступил в НСДАП и к 1923-му году стал одним из ближайших советников Гитлера. Среди видных членов НСДАП были и другие члены Aufbau, такие как: Альфред Розенберг, Арно Шикеданц, Макс Аманн и Отто фон Курсель[нем.].
4. ↑  Существует мнение, что антикоммунизм не был основной причиной антисемитизма нацистов. В качестве основной причины многие источники называют не политический, а расовый антисемитизм